# Maasaari
Maasaari is een onbewoond langwerpig eiland in de Zweedse Kalixälven. Het eiland heeft geen oeververbinding. Het meet ongeveer 20 hectare.